# David Gubbins
Pour les articles homonymes, voir Gubbins.
David Gubbins (né le 31 mai 1947) est un géophysicien britannique qui a travaillé le mécanisme du champ magnétique terrestre et la géophysique théorique. Il est professeur émérite de sciences de la Terre à l'Université de Leeds.

## Carrière
Gubbins obtient son diplôme de géophysicien au Trinity College de l'Université de Cambridge en 1968 et son doctorat. en 1972. Il étudie ensuite en tant que post-doctorant pendant trois ans aux États-Unis à l'Université du Colorado, au Massachusetts Institute of Technology et à l'Université de Californie à Los Angeles, où il est également professeur assistant de 1974 à 1976. En 1976, il retourne à Cambridge pour travailler au Département de géodésie et de géophysique (plus tard Sciences de la Terre), devenant professeur et membre du Churchill College. Il part à l'Université de Leeds en tant que directeur de la géophysique en 1989, prenant sa retraite en 2009 .
À la retraite, il reste actif, passant les mois d'été à Leeds et l'automne à l'Institut d'océanographie Scripps. 
Son principal intérêt de recherche est l'origine du champ magnétique terrestre. Il utilise le code Leeds Dynamo pour simuler le comportement géomagnétique sur des millions d'années et compare les résultats avec les enregistrements géomagnétiques et paléomagnétiques réels. Il recalcule l'histoire thermique du noyau terrestre à partir des déterminations des propriétés matérielles des alliages de fer et développe une nouvelle approche pour analyser l'aimantation de la croûte et de la lithosphère.
Il est élu membre de l'Union américaine de géophysique en 1985. En 1996, il devient membre de la Royal Society et membre de l'Institute of Physics. Il est également membre étranger de l'Académie norvégienne des sciences (2005) et membre honoraire de l'Union européenne des géosciences (EGU) (2008).
Il reçoit la médaille Murchison de la Société géologique de Londres en 1999 et la médaille d'or de la Royal Astronomical Society pour la géophysique en 2002. En 2006, il reçoit la Médaille Chree (maintenant rebaptisée Médaille Appleton) de l'Institute of Physics. Il reçoit également la médaille AGU Fleming en 2004, la médaille Love en 2007 et la médaille Arthur Holmes de l'EGU en 2009.

## Publications
- Seismology and plate tectonics, Cambridge, UK; New York, Cambridge University Press, 1990 (ISBN 9780521379953, lire en ligne)[2]
- Time series analysis and inverse theory for geophysicists, Cambridge, UK; New York, Cambridge University Press, 2004 (ISBN 9781316582930, lire en ligne)